# رنتوکیل
رنتوکیل (انگلیسی: Rentokil) شرکت خدمات بریتانیایی است، که در سال ۱۹۲۵ تأسیس شد.